# Hiatella
Hiatella ist eine Muschel-Gattung aus der Familie der Felsenbohrer (Hiatellidae). Gehäuse und Lebensweise sind äußerst variabel, bisher wurden fünf Arten gehäusemorphologisch unterschieden. Erste molekularbiologische Untersuchungen entdeckten jedoch mindestens 13 Arten, die sich jedoch anhand von Gehäusemerkmalen nicht unterscheiden lassen. Die ältesten Vertreter der Gattung stammen aus dem Unteren Jura (Hettangium).

## Merkmale
Die gleichklappigen bis leicht ungleichklappigen, geblähten und sehr variablen Gehäuse werden bis zu 4 Zentimeter lang, gewöhnlich aber nur bis zwei Zentimeter. Die linke Klappe ist gelegentlich etwas kleiner und sitzt in der rechten Klappe. Die Gehäuse sind stark ungleichseitig, die deutlichen, nach vorne eingerollten Wirbel sitzen nahe am Vorderende (vorderes Drittel). Sie sind im Umriss länglich-elliptisch/eiförmig, länglich gerundet-rechteckig bis länglich gerundet-trapezoidal, gelegentlich sogar unregelmäßig. Sie sind deutlich länger als hoch. Der hintere Dorsalrand steigt flach an, er ist gerade, auch leicht konkav gewölbt, dann konvex und geht in den weit gerundeten oder abgestutzten Hinterrand über. Der vordere Dorsalrand fällt steil, fast senkrecht ab. Der Vorderrand ist eng gerundet, gelegentlich auch gespitzt oder auch abgestutzt. Der Ventralrand ist leicht konkav, leicht konvex gekrümmt oder auch fast gerade. Die Lunula ist eingesenkt und gut markiert. Die Area ist deutlich begrenzt. Das Ligament liegt extern und eingesenkt in eine Längsgrube und erstreckt sich auf etwa ein Viertel des Dorsalrandes vom Wirbel aus gesehen. Das Schloss hat in der rechten Klappe einen einzigen knotenartigen Zahn, in der linken Klappe zwei knotige Zähne. Seitenzähne sind nicht vorhanden. Gewöhnlich sind die Zähne in beiden Klappen bei adulten Tieren abgerieben. Die beiden rundlichen Schließmuskel sind ungleich groß, wobei der hintere Schließmuskel etwas größer ist als der vordere Schließmuskel. Die Mantellinie ist hinten tief eingebuchtet.
Die weißliche Schale ist dick, spröde und eher zerbrechlich. Die Ornamentierung besteht aus unregelmäßigen, randparallelen Rippen und Linien. Vom Wirbel können ein oder zwei radiale Kiele zum hinteren Ende ziehen. Sie sind bei juvenilen Exemplare gewöhnlich mit kurzen hohlen Dornen besetzt, die bei adulten Exemplaren häufig abgerieben sind. Das strohfarbene Periostrakum ist membranartig und persistierend, wird kaum abgerieben, außer im Bereich der Wirbel, wo häufig sogar die Schale angegriffen ist. Die innere Oberfläche ist weiß. Der innere Gehäuserand ist glatt.

## Geographische Verbreitung und Lebensraum
Die Gattung Hiatella kommt im Atlantik, in der Arktis und im Ostpazifik vor. Die Arten siedeln vom Flachwasser (weniger als 10 Meter tief) bis in größere Tiefen (mehrere hundert Meter). Die Tiere leben festgeheftet mit Byssus in Spalten, unter leeren Muschelklappen, Steinen oder auch offen auf Hartgründen. Sie können jedoch auch mechanisch (und chemisch?) Löcher in weicheren Kalk- und Sandstein bohren und bleiben dann zeitlebens in ihrer Wohnhöhle. Aus der Öffnung ragen dann nur noch die Siphonen heraus, über die sie Nahrung und Atemsauerstoff aufnehmen.

## Taxonomie
Die Gattung wurde 1801 durch Louis Augustin Guillaume Bosc erstmals publiziert. Er schrieb sie jedoch François-Marie Daudin zu, sodass dieser als Autor des Taxons gelten muss. Umfang und Untergliederung des Taxons sind allerdings höchst umstritten, da die Arten sehr variabel sind. So gingen einige Autoren bisher von nur einer einzigen rezenten, kosmopolitischen, sehr variablen Art aus, andere Autoren hielten wenigstens fünf rezente Arten für gültig. Hinzu kommen noch einige fossile Arten. Andrzej Pisera hat 1987 vier fossile Arten mit Hiatella phaseolus aus dem Mittleren und Oberen Jura synonymisiert. Hier die '„klassische“ Gliederung der Gattung:
- Gattung Hiatella Daudin in Bosc, 1801
  - Nördlicher Felsenbohrer (Hiatella arctica (Linnaeus, 1767))
  - Hiatella arenacea (E. A. Smith, 1910)
  - Hiatella australis (Lamarck, 1818)
  - Hiatella azaria (Dall, 1881)
  - Gemeiner Felsenbohrer (Hiatella rugosa (Linnaeus, 1767))
  - †Hiatella phaseolus (Deslongchamps, 1838)

Neuere molekularbiologische Untersuchungen zeigen jedoch, dass sich die bisher anerkannten Arten nicht anhand von Gehäusemerkmalen unterscheiden lassen.

## Die GattungHiatella– ein Komplex kryptischer Arten
Nach bisheriger („klassischer“) Ansicht ist der Nördliche Felsenbohrer (Hiatella arctica) neben dem Gemeinen Felsenbohrer (Hiatella rugosa) eine von zwei Arten der Gattung Hiatella im Nordatlantik. Hiatella arctica soll zudem im nördlichen Pazifik vorkommen. Hinzu kommen drei weitere Arten im Pazifik.
Nach molekularbiologischen Untersuchungen von Hanna Laakkonen, Petr Strelkov und Risto Väinölä bilden diese fünf „klassischen“ Arten jedoch einen Komplex von (mindestens) 13 molekularbiologischen Arten, die sich mit morphologischen Merkmalen nicht unterscheiden lassen (kryptische Arten). Exemplare mit gleicher Gehäusemorphologie gehörten dabei u. U. zu unterschiedlichen molekularbiologischen Arten, Exemplare mit stark unterschiedlicher Gehäusemorphologie u. U. zur selben molekularbiologischen Art.
Im Nordatlantik wurden sechs dieser kryptischen Arten gefunden, im nördlichen Ostpazifik sind es fünf kryptische Arten. Zwei weitere molekularbiologische Arten wurden im östlichen Südpazifik gefunden. Diese 13 molekularbiologischen Arten wurden von den Autoren der Studie mit Hiatella A-M bezeichnet. Die beiden molekularbiologischen Arten des östlichen Südpazifiks wurden mit Hiatella A und B bezeichnet. Auf den Nordatlantik beschränkt sind Hiatella C, D, E, F und K. Auf den nördlichen Pazifik beschränkt sind Hiatella G, H, I, J, und M. Hiatella L wurde im nordwestlichen Atlantik und im nördlichen Pazifik gefunden.
Hiatella C wurde nur im Mittelmeer gefunden, hier kommt aber auch Hiatella D sympatrisch vor. Hiatella F wurde nur in der Biskaya gefunden, auch hier kommt zusätzlich Hiatella D sympatrisch vor. In Schottland kommt überwiegend Hiatella E vor, sympatrisch neben Hiatella D. In Nordnorwegen und der Barentssee sowie dem Skagerrak und der südöstlichen Ostsee wurde Hiatella K identifiziert, sympatrisch neben kleinen Populationen von Hiatella D und Hiatella E. Möglicherweise sind zwei dieser molekularbiologischen Arten mit den beiden Linnéschen Arten zu identifizieren, da von beiden Linnéschen Arten die Typlokalität in Norwegen liegt. Die Typlokalität von Hiatella striata (Fleuriau de Bellevue, 1802) liegt bei La Rochelle (französische Biskaya-Küste). Auch die Typlokalität von Hiatella gallicana Lamarck, 1818 ist die französische Biskaya-Küste.
Bisher ist in keinem Fall eine sichere Korrelation einer molekularbiologischen Art mit einem wissenschaftlichen Namen gelungen. Die molekularbiologische Studie bleibt außerdem in fast allen Fällen die Antwort auf die Frage schuldig, wenn sich die Arten nicht durch morphologische Merkmale unterscheiden, lassen, welche Kriterien (ökologisch, anatomisch, fortpflanzungsbiologisch) halten die nachgewiesenen molekularbiologischen Arten genetisch voneinander getrennt? Lediglich bei Hiatella E (Schottland und kleinere Populationen im Skagerrak und Kattegat) wird angedeutet, dass es sich wohl um eine Art handelt, die bevorzugt in Wassertiefen > 10 Meter lebt. Es sind einfach weitere Studien abzuwarten, die die bisherigen molekularbiologischen Daten mit morphologisch-anatomischen, ökologischen und fortpflanzungsbiologischen Daten verbinden.

## Phylogenie
Die nordatlantischen molekularbiologischen Arten Hiatella C, D, E und F sind näher miteinander verwandt und bilden eine Klade. Die molekularbiologischen Arten Hiatella G, H, I, J, K und L bilden dagegen die andere große Klade. Dies bedeutet, dass Hiatella K aus dem Pazifik in den Nordatlantik eingewandert ist und anschließend im Nordpazifik ausgestorben ist. Auch die im Nordatlantik und Nordpazifik gemeinsam vorkommende Hiatella L ist aus dem Nordpazifik in den Nordwestatlantik eingewandert. Diese beiden Kladen bilden Schwestergruppen. Die beiden molekularbiologischen Arten des östlichen Südpazifiks Hiatella A und B, bilden keine Klade, sondern stehen jeweils basal den beiden Kladen gegenüber bzw. ist Hiatella A die Schwesterart einer Klade bestehend aus allen übrigen Arten.